# Максимов, Дмитрий Владимирович
Дмитрий Владимирович Максимов (29 марта 1967, Саратов) — советский и российский футболист, защитник, тренер.
С 1978 года — воспитанник СДЮШОР профкома СЭПО Саратова.
Бо́льшую часть профессиональной карьеры провёл в клубе второй советской и первой российской лиг «Сокол» / «Сокол-ПЖД» Саратов. В 1984—1997 годах сыграл 302 матча, забил 11 голов. В 1998—2001 годах играл во втором дивизионе за «Искру» Энгельс.
С 2008 года — тренер-преподаватель СОСДЮСШОР по футболу «Сокол». С 2010 года — тренер-преподаватель команды СДЮСШОР «Сокол-2002».